# Gerhard von Schwerin
Pour les articles homonymes, voir Schwerin.
Gerhard ("Gerd") Helmuth Detloff Graf von Schwerin, (23 juin 1899 à Hanovre – 29 octobre 1980 à  Rottach-Egern) est un général allemand des troupes de Panzer (blindés) qui a servi durant la Seconde Guerre mondiale dans la Wehrmacht au sein de la Heer.
Il est, pendant la bataille de Normandie, commandant de la 116e Panzerdivision avec le grade de general (général d’armée). Il a été décoré de la croix de chevalier de la croix de fer avec feuilles de chêne et glaives.

## Biographie

### Jeunesse
Gerhard Schwerin naît le 23 juin 1899 à Hanovre, cadet d’une fratrie de cinq enfants, dans une famille noble (de), issue de la vieille noblesse du Mecklembourg-Poméranie-Occidentale, au sein de laquelle se perpétue une longue tradition militaire. Son père, Kurt Detloff von Schwerin (de), lui-même, est officier dans l'armée prussienne, sous la bannière de l’Empire allemand, et également président du district de Köslin.
À l’âge de 8 ans, le jeune Gerd est accablé par la perte prématurée de son père, et doit grandir comme enfant unique après le départ de ses aînés du foyer. À cette date, il récupère la particule et le titre de noblesse de son père, gagnant ainsi le patronyme de Graf (équivalent de comte en français) von Schwerin. Après une éducation classique de quelques années, effectuée dans les collèges de Koszalin et d’Anklam, il décide de perpétuer la tradition familiale dès l’âge de 15 ans en entrant à l’École des Cadets de Koszalin, où il effectue ses classes.

#### Première Guerre mondiale
Lorsqu’éclate la Première Guerre mondiale, il n’est encore qu’aspirant (Fähnrich) au sein du 2e régiment à pied de la Garde, unité notoire de la fameuse Garde prussienne, avant d’être transféré dans le 2e régiment de grenadiers, à l’heure d’une mobilisation de grande ampleur.
En juin 1915, il est promu au grade de Lieutenant et expédié sur les fronts de l’Est puis de l’Ouest, où il officie successivement en tant que chef de peloton d’infanterie, commandant de compagnie et enfin Bataillonsadjudant, avec le grade de Lieutenant Première classe.
Il est blessé au combat le 26 septembre 1918, et voit s’achever la guerre depuis son lit d’hôpital. À sa sortie, il sert, toujours comme Lieutenant, dans la Reichswehr de la République de Weimar, dont l’effectif est drastiquement réduit par les prérogatives du Traité de Versailles à un total d’environ 100 000 hommes. Il intègre également diverses unités de Freikorps, qui émergent dans toute l’Allemagne en réaction à la Révolution de Novembre, et notamment dans le Generalkommando Lüttwitz et la Garde-Kavallerie-Schützen-Division.
En 1920, il décide toutefois de prendre sa retraite et quitte toutes ses fonctions militaires pour retourner à la vie civile.
Là, il souhaite faire son entrée dans la vie professionnelle et entame un apprentissage dans le domaine du commerce, au sein de l’enseigne Kaffeehandels-AG de la ville de Brême. On lui confie très vite le poste de chef du Département des transports pour le pétrole, dans la branche berlinoise de l’entreprise, qu’il quitte pourtant rapidement pour reprendre, durant l’été 1923, le chemin de l’armée. Il rejoint alors le 1er Régiment prussien d’infanterie de Königsberg, puis, plus tard, le 18e Régiment d’infanterie cantonné à Paderborn.
Le 1er mai 1933, il est promu au grade de Capitaine. Gerd von Schwerin décide, en raison de ses excellentes aptitudes au commandement, de suivre une formation de deux ans à l’Académie militaire de Berlin. À sa sortie, en octobre 1935, il est transféré à Brême dans la 22e Division d’infanterie tout nouvellement formée.

### Seconde Guerre mondiale

#### Bataille de Normandie
Vers la fin de Juillet 1944, Schwerin essai d'entraver les américains entre Beaucoudray et Percy, à la tête de la 116e Panzerdivision, mais il n'arrive pas à prendre le Mont Robin. "La plupart des chars ne peuvent traverser ce terrain infesté" il se plaigne déjà au sujet du terrain normand difficile, mais la faute de l'échec, selon lui, reste avec Funck.  
Le 4 Août 1944, Schwerin affronte Barton et Eddy à Sourdeval, , mais son incapacité d'avancer inspire Hausser et Funck de le remplacer,.

#### À la défense d'Aix-la-Chapelle
Comme General der Panzertruppe, il a été chargé, en 1944, de défendre la ville d'Aix-la-Chapelle en tant que commandant de la 116e Panzerdivision « Windhund » (la « Greyhound Division »), face à la progression des troupes anglo-américaines au-delà des frontières du Reich.
Lorsqu'il est affecté à la défense de la cité assiégée, il doit faire face à une importante vague de pillages et à la panique qui s'est emparée de la ville, succédant à l'approche des troupes alliées et au départ précipité du Gauleiter Josef Grohé, en fuite par-delà le Rhin. Von Schwerin fait exécuter les déserteurs qui se terrent dans la cité, rétablit un semblant d'ordre, avant de décider de casser l'ordre direct envoyé par Hitler à son prédécesseur commandant la ville, qui ordonnait l'évacuation totale des populations civiles d'Aix-la-Chapelle vers l'intérieur de l'Allemagne. À cette époque, von Schwerin, qui s'est toujours tenu à l'écart du Parti Nazi et de la SS, commence à désapprouver ouvertement la politique désespérée de sacrifice qu'Hitler s'entête à mener, malgré l'évidence grandissante d'une toute proche défaite.
Au moment où la 3e division blindée US atteint Aix-la-Chapelle le 13 septembre 1944, la 116e Panzerdivision est réduite à un effectif très limité : près de 600 hommes, 12 chars, et pas la moindre pièce d'artillerie. Dans une ultime tentative pour éviter des pertes civiles inutiles et protéger l'architecture très riche de la ville (une ville qui a notamment été le lieu de couronnement de Charlemagne), von Schwerin prend l'initiative d'adresser un télégramme au commandant en chef des troupes américaines, le général Courtney Hodges, lui proposant une reddition sans condition de ses forces en faction dans la cité. La nouvelle parvient très rapidement à Hitler, qui, furieux, ordonne l'arrestation immédiate de von Schwerin et lui enlève aussitôt le commandement de la 116e Panzerdivision, le remplaçant par le colonel Gerhard Wilck pour défendre la ville avec environ 5 000 Volkssturms arrivés en renfort de l'intérieur du pays.

#### À la tête de la90ePanzergrenadier DivisIon
Von Schwerin est jugé pour haute trahison, à l'instar de nombreux autres officiers de tous bords, tandis que s'intensifie le processus de purge entamé par les SS pour entraîner dans la mort les derniers traîtres, qu'ils tiennent pour responsables du déclin de la Wehrmacht. Condamné à mort, il est toutefois sauvé in-extremis de la pendaison par l'action des maréchaux Gerd von Rundstedt et Walter Model en faveur de sa grâce. Malgré une sévère réprimande, il est promu General der Panzertruppen et se voit confier le commandement de la 90e Panzergrenadier Division dans le nord de l'Italie. Aux côtés de la 76e Panzerkorps et de la 10e armée, il mène ses hommes au combat jusqu'à Bologne, puis sur les rives du Pô. Il capitule en avril 1945, en apprenant la mort d'Hitler, devant les troupes de la Force expéditionnaire brésilienne de la 5e armée britannique, au terme d'une retraite désespérée près du Lac de Garde, puis placé en détention.

### Après-guerre
N'ayant jamais adhéré au Parti National-Socialiste, von Schwerin est épargné, à la fin de la guerre, par le processus de dénazification mené par les Alliés dans toute l'Allemagne, et qui promettra de nombreux officiers à l'échafaud. Ainsi peut-il retrouver la liberté à la fin de l'année 1947.
Bien que la ville ait été très lourdement endommagée par les combats menés après son arrestation, von Schwerin se surnomme lui-même, après-guerre, le "Sauveur d'Aix-la-Chapelle"

#### Carrière politique
En mai 1950, il est nommé conseiller en chef sur les questions militaires et de sécurité dans le cabinet du chancelier Konrad Adenauer et à la tête de l'agence gouvernementale secrète Dienststelle Schwerin (avec le nom de code Zentrale für Heimatdienst), chargée des préparatifs pour le réarmement allemand. Toutefois, après avoir parlé à la presse sur son travail, il est remplacé par Theodor Blank en octobre 1950. Schwerin réapparaît par la suite en tant que conseiller sur la politique militaire pour le groupe parlementaire du Parti libéral-démocratique d'Allemagne (FDP).

### Décès
Il demeure à ce poste jusqu'à peu de temps avant sa mort, qui survient le 29 octobre 1980 dans la ville de Rottach-Egern.

## Décorations
- Croix de fer (1914)
  - 2e classe
  - 1re Classe
- Insigne des blessés (1914)
  - en Argent
- Croix de chevalier de l'ordre royal de Hohenzollern
- Médaille de service de la Wehrmacht
- Agrafe de la croix de fer (1939)
  - 2e classe (11 mai 1940)[4]
  - 1re classe (19 mai 1940)[4]
- Insigne de combat d'infanterie
- Médaille du Front de l'Est
- Croix de chevalier de la croix de fer avec feuilles de chêne et glaives
  - Croix de chevalier le 17 janvier 1942 en tant que Oberst et commandant du Infanterie-Regiment 76 (mot.)[5]
  - 240e feuilles de chêne le 17 mai 1943 en tant que Generalmajor et commandant de la 16. Infanterie-Division (mot.)[6]
  - 41e glaives le 4 novembre 1943 en tant que Generalleutnant et commandant de la 16.Panzergrenadier-Division[7]
- Mentionné dans le bulletin radiophonique Wehrmachtbericht du 27 octobre 1943
- Bande de bras Afrika